# Пахтачі
Пахтачі (узб. Paxtachi, Пахтачи) — міське селище в Узбекистані, в Нішанському районі Кашкадар'їнської області.
Статус міського селища з 2009 року.